# Carmine Nunziata
Carmine Nunziata (San Gennaro Vesuviano, Italia; 22 de julio de 1967) es un exfutbolista y entrenador italiano. Es el actual entrenador de la selección sub-21 de Italia.

## Trayectoria

### Como futbolista
Jugó al fútbol juvenil para el Inter de Milán. Debutó en el primer equipo el 6 de mayo de 1986, ingresando como suplente al medio tiempo por Cristiano Pozzoni en una derrota por 2-0 en la Copa Italia contra Roma.
Después de solo otro partido de copa más para el Inter, se fue al Virescit Boccaleone [it] de la Serie C1 en 1986. Se mudó al equipo de la misma liga, Pavia, en el año siguiente, sufriendo el descenso a la Serie C2 en su primera temporada.
En 1989 fichó por el Foggia en la Serie B. Se trasladó al Padova en la misma división al año siguiente, logrando el ascenso a la Serie A en 1994.
En 1996 aceptó un contrato con el Torino en el segundo nivel, y jugó regularmente antes de mudarse al Brescia en 1998. En 2000, después de perder su puesto titular, se unió al Montichiari en la cuarta categoría.
En 2001, después de un corto período en el Alzano Virescit, se unió al Seregno en la Serie D. Posteriormente jugó para el Pievigina [it] en la misma división, y se retiró del club en 2003 a la edad de 36 años.

### Como entrenador
Inmediatamente después de retirarse, Nunziata comenzó su carrera como entrenador con el Arzachena en la Serie D. Posteriormente estuvo a cargo del Alghero y el Salò antes de regresar al Arzachena en 2008.
El 26 de junio de 2009 fue nombrado entrenador del Seregno, con el club ahora en la Eccellenza Lombardia, pero fue despedido el 25 de septiembre. Trabajó en las categorías juveniles del AC Milan durante la temporada 2010-11, antes de ser nombrado asistente de Devis Mangia en la selección nacional sub-21 de Italia.
Nunziata continuó trabajando como asistente de la selección sub-21 en los años siguientes, ahora bajo Luigi Di Biagio. El 4 de agosto de 2017, fue nombrado entrenador de la selección sub-17.
En 2019 fue entrenador interino tanto de los equipos sub-19 como sub-18, estando a cargo del primero en el Campeonato Europeo Sub-19 de la UEFA 2019. Después de regresar a la selección sub-17, fue nombrado entrenador del equipo sub-19 en julio de 2020.
El 22 de julio de 2022 asumió el cargo del equipo sub-20, intercambiando roles con Alberto Bollini. En la Copa Mundial Sub-20 de la FIFA 2023, llevó a Italia a la final, aunque el equipo finalmente perdió ante Uruguay.
Tras el torneo, el 4 de agosto de 2023 fue nombrado nuevo director técnico del equipo sub-21, en sustitución de Paolo Nicolato.